# Глава Республики Карелия
Глава Республики Карелия — высшее должностное лицо Республики Карелия, глава исполнительной власти Республики Карелия.
Статус и полномочия главы Республики определяются главой 4 Конституции Республики Карелия.

## История
26 марта 2000 года — в результате референдума введена должность главы Республики. На поставленный вопрос «Считаете ли вы, что должность высшего должностного лица Республики Карелия следует именовать „глава Республики Карелия“?» 58,52 % избирателей (227 502 человека) высказались «За» и 32,93 % избирателей (128 011 человек) сказали «Нет». Ранее высшим должностным лицом Республики Карелия являлся Председатель Правительства Республики Карелия.
5 июля 2001 года Палатой Представителей Законодательного Собрания Карелии принят, а 11 июля 2001 года Палатой Республики одобрен закон Республики Карелия «О выборах главы Республики Карелия». Законом было установлено, что кандидатом на должность главы Республики Карелия может быть выдвинут гражданин Российской Федерации, достигший на день голосования возраста 30 лет, не признавшийся судом недееспособными, а также не содержащийся в местах лишения свободы по приговору суда.
28 апреля 2002 года главой республики избран Сергей Леонидович Катанандов, получив в первом туре 53,35 % голосов.
В декабре 2004 года по инициативе Президента Российской Федерации Владимира Путина избрание высших должностных лиц было заменено на назначение законодательными органами (Законодательным Собранием Республики Карелия) по представлению Президента Российской Федерации.
Законом Республики Карелия от 1 апреля 2005 года № 859-ЗРК статья 48 Конституции Республики была изложена в новой редакции:
В соответствии с федеральным законодательством гражданин Российской Федерации наделяется полномочиями высшего должностного лица Республики Карелия по представлению Президента Российской Федерации Законодательным Собранием Республики Карелия в порядке, предусмотренном федеральным законом и Конституцией Республики Карелия.
26 февраля 2006 года Президент Российской Федерации Владимир Путин внёс в Законодательное Собрание Республики Карелия кандидатуру Сергея Катанандова для наделения его полномочиями главы республики. 3 марта 2006 года Законодательное Собрание единогласно утвердило Катанандова в должности главы Республики.
2 мая 2012 года Президентом Российской Федерации Дмитрием Медведевым были внесены изменения в федеральный законы «Об общих принципах организации законодательных (представительных) и исполнительных органов государственной власти субъектов Российской Федерации» и «Об основных гарантиях избирательных прав и права на участие в референдуме граждан Российской Федерации», возвратившие выборы высшего должностного лица во всех субъектах Российской Федерации.
23 мая 2012 года соответствующий проект закона Республики Карелия, разработанного на основе модельного закона «О выборах высших должностных лиц субъектов Российской Федерации (руководителей высших исполнительных органов государственной власти субъектов Российской Федерации)», подготовленного по распоряжению Председателя ЦИК России Владимира Чурова, был внесён главой Республики Карелия Андреем Нелидовым на рассмотрение в парламент республики.
10 сентября 2017 года впервые за 15 лет состоялись всенародные выборы главы Республики Карелия, на которых победу одержал Артур Парфенчиков. 25 сентября Парфенчиков вступил в должность главы Республики Карелия.

## Порядок избрания и вступления в должность
Порядок наделения полномочиями главы Республики Карелия устанавливается федеральным законом, Конституцией Республики Карелия и законом «О выборах главы Республики Карелия» (принят 5 июня 2012 года).
Согласно поправкам в Конституцию Республики Карелия от 29 июня 2012 года, глава Республики Карелия избирается гражданами Российской Федерации, проживающими на территории Республики Карелия и обладающими активным избирательным правом, на основе всеобщего равного и прямого избирательного права при тайном голосовании.
Выборы главы Республики Карелия проводились в 2002, 2017 и 2022 годах. В 2006, 2010 и 2012 годах глава Республики Карелия был выбран президентом России и утверждён в должности Законодательным собранием. Следующие прямые выборы губернатора должны состояться в единый день голосования в 2027 году.

## Полномочия
Глава Республики осуществляет следующие полномочия:
1. представляет республику в отношениях с федеральными органами государственной власти и органами государственной власти субъектов Российской Федерации, органами местного самоуправления и при осуществлении международных и внешнеэкономических связей республики;
2. подписывает и официально опубликовывает принятые законы и обладает правом отлагательного вето на принятые законы;
3. подписывает договоры и соглашения от имени республики;
4. представляет в течение шести месяцев после вступления в должность на утверждение Законодательного Собрания концепцию социально-экономического развития республики на срок своих полномочий;
5. представляет Законодательному Собранию бюджет Республики Карелия и отчёт об его исполнении;
6. представляет Законодательному Собранию ежегодные доклады о положении в республике, в том числе о демографической ситуации;
7. определяет структуру органов исполнительной власти Республики Карелия;
8. формирует Правительство Республики Карелия, руководит его деятельностью, принимает решение об отставке Правительства Республики Карелия;
9. назначает с согласия Законодательного Собрания на срок своих полномочий Премьер-министра Правительства Республики Карелия, его заместителей, Министра финансов и Министра по вопросам экономики и освобождает их от должности;
10. назначает руководителей органов исполнительной власти республики, входящих в состав Правительства, и освобождает их от должности;
11. согласовывает представление Министра внутренних дел республики Министру внутренних дел Российской Федерации о назначении на должность и освобождение от должности начальника милиции общественной безопасности Республики Карелия;
12. отменяет постановления и распоряжения Правительства республики, нормативные правовые акты органов исполнительной власти республики в случае противоречия их Конституции Российской Федерации и федеральному законодательству, Конституции и законам республики;
13. назначает и освобождает официальных представителей республики за её пределами;
14. вправе требовать созыва внеочередного заседания Законодательного Собрания, а также созывать вновь избранное Законодательное Собрание на первое заседание ранее срока, установленного Конституцией;
15. вправе обратиться в Законодательное Собрание с предложением о внесении изменений и (или) дополнений в постановления Законодательного Собрания либо об их отмене, а также вправе обжаловать указанные постановления в судебном порядке;
16. представляет Законодательному Собранию кандидатуру для назначения Председателем Конституционного Суда, кандидатуры для назначения судьями Конституционного Суда;
17. вносит в Законодательное Собрание предложения о назначении референдума;
18. назначает половину членов Центральной избирательной комиссии республики;
19. награждает государственными наградами республики, присваивает почётные звания республики;
20. осуществляет иные полномочия в соответствии с федеральным законодательством, Конституцией и законами Республики Карелия.
21. координирует деятельность органов исполнительной власти республики с иными органами государственной власти республики и в соответствии с законодательством Российской Федерации организует взаимодействие органов исполнительной власти республики с федеральными органами исполнительной власти и их территориальными органами, органами местного самоуправления и общественными объединениями;
22. издает обязательные для исполнения указы и распоряжения;

## Срок полномочий
С февраля 2006 года глава республики избирается на 5 лет. До этого срок его полномочий составлял 4 года.

## Список глав Республики Карелия
| № | Глава Республики              | Срок полномочий                                       | Партийность                                           |
| - | ----------------------------- | ----------------------------------------------------- | ----------------------------------------------------- |
| 1 | Сергей Леонидович Катанандов  | 12 мая 2002 — 30 июня 2010                            | КПСС (до 1991), «Отечество», «Единая Россия» (с 2004) |
| 2 | Андрей Витальевич Нелидов     | 1 июля 2010 — 22 мая 2012                             | «Единая Россия»                                       |
| 3 | Александр Петрович Худилайнен | 22 мая 2012 — 15 февраля 2017                         | «Единая Россия»                                       |
| 4 | Артур Олегович Парфенчиков    | врио 15 февраля — 25 сентября 2017 с 25 сентября 2017 | беспартийный (при поддержке партии «Единая Россия»)   |